# Європейські сили жандармерії

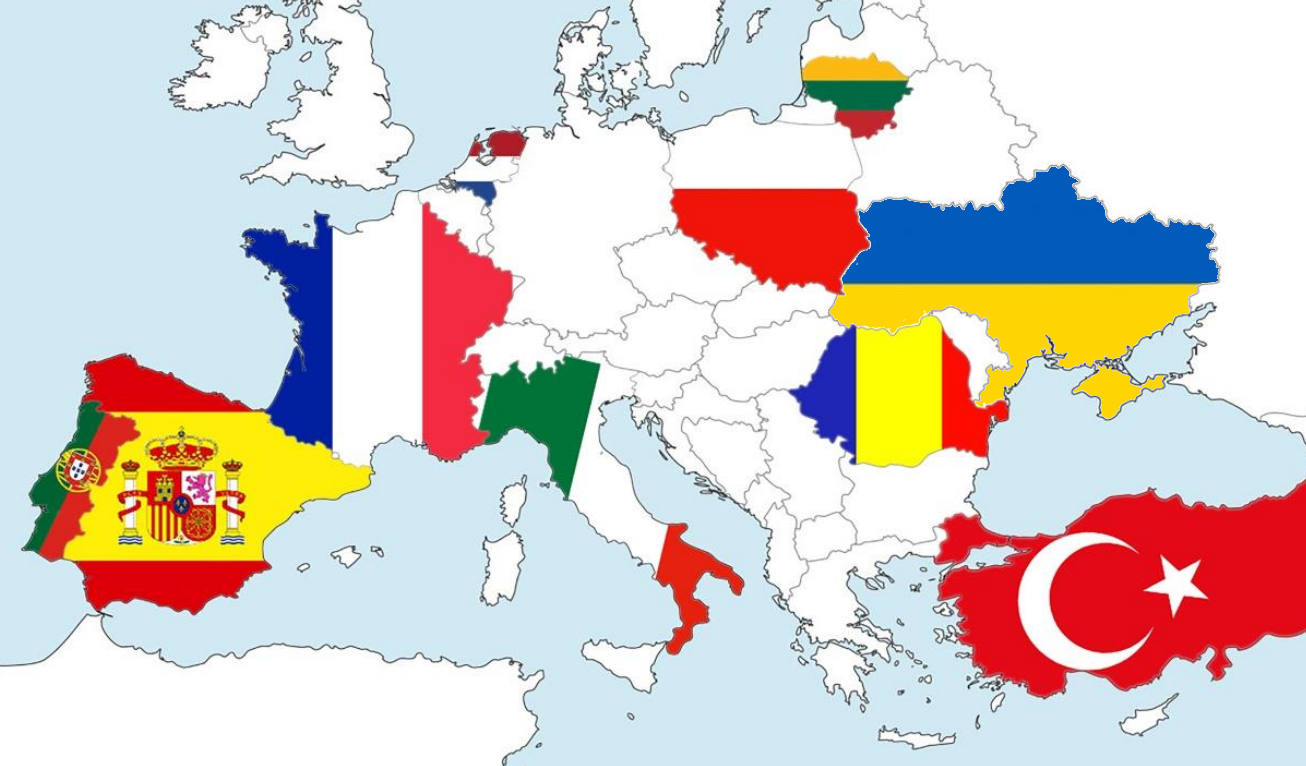
Повноправні члени, партнер і спостерігачі ЄСЖ

Європейські сили жандармерії (European Gendarmerie Force, EUROGENDFOR, EGF) — міждержавний орган, європейські сили швидкого реагування, що складаються з підрозділів жандармерії і військової поліції держав-учасниць.

## Мета формування
Мета Європейських сил жандармерії — оперативне реагування на потенційні кризи правоохоронного характеру. Постійний контингент ЄСЖ налічує бл. 1000 осіб з можливістю швидкого розгортання до 2300–2500 осіб. Штаб-квартира ЄСЖ розташовується у місті Віченца. Європейські сили жандармерії не належать до структур Європейського Союзу, їхня юрисдикція визначається винятково державами-учасницями.

## Історія
З пропозицією створення європейської структури жандармерії виступила 2003 року міністр оборони Франції Мішель Алліо-Марі. Відповідну угоду підписали 17 вересня 2004 року в Нордвейку міністри оборони Франції, Італії, Іспанії, Португалії та Нідерландів.

## Учасники
Від початку існування ЄСЖ до їхнього складу входили підрозділи Національної жандармерії Франції, Карабінерів Італії, Цивільної гвардії Іспанії, Республіканської національної гвардії Португалії та Королівської військової поліції Нідерландів.
17 грудня 2008 року повноправним учасником ЄСЖ стала Жандармерія Румунії. З 2015 року до угоди приєдналася Військова жандармерія Польщі.
Литовська Служба громадської безпеки бере участь в ЄСЖ у статусі Партнера.
Жандармерія Турецької Республіки бере участь в ЄСЖ у статусі Спостерігача.

## Участь України
28 листопада 2024 року на засіданні Міжвідомчого комітету високого рівня Європейських сил жандармерії у Мадриді статус Спостерігача Європейських сил жандармерії надано Національній гвардії України. Угоду з ЄСЖ підписав командувач Національної гвардії України бригадний генерал Олександр Півненко.